# Света Богородица (арменска църква в София)
„Света Богородица“ (на арменски: Սուրբ Աստվածածին, Сурп Аствадзадзин) е църква на Арменската апостолическа църква в София, България, намираща се на улица „Лайош Кошут“ 6 в София, в Дебърската градинка.

## История
В XVII век в София е построена арменска църква, но в 20-те години на XX век арменската общност я губи. В края на 2006 година по проект на архитект Агоп Каракашян започва строежа на сегашната църква.
През пролетта на 2015 година строежът е завършен до куполите. Храмът е построен на 310 m2. Височината му е 24,12 m, а разгърнатата застроена площ 700 m2. През лятото на 2022 година, металните огради са демонтирани и градинката отново е напълно отворена.